# Przydarłów (osada leśna)
Przydarłów – osada leśna w Polsce, położona w województwie zachodniopomorskim, w powiecie pyrzyckim, w gminie Kozielice.
W latach 1975–1998 miejscowość administracyjnie należała do województwa szczecińskiego.